# Virje
Virje (maďarsky Prodavíz) je hustě osídlené sídlo a správní středisko stejnojmenné opčiny v Chorvatsku v Koprivnicko-križevecké župě. Nachází se asi 4 km severozápadně od Đurđevace a asi 16 km jihovýchodně od Koprivnice. V roce 2011 žilo ve Virje 3 302 obyvatel, v celé opčině pak 4 587 obyvatel.
Součástí opčiny je celkem 6 trvale obydlených vesnic.
- Donje Zdjelice – 74 obyvatel
- Hampovica – 268 obyvatel
- Miholjanec – 295 obyvatel
- Rakitnica – 136 obyvatel
- Šemovci – 512 obyvatel
- Virje – 3 302 obyvatel

Ve Virje se nachází křižovatka silnic D2 a D210, rovněž zde začínají župní silnice Ž2183 a Ž2236.